# Wilhelms-Medaille (Hannover)
Die Wilhelms-Medaille war ein Ehrenzeichen des Königreichs Hannover, das zwischen 1837 und 1866 verliehen wurde.
Sie wurde am 22. Juni 1837 von König Wilhelm IV. von Hannover gestiftet und konnte als Dienstauszeichnung an Unteroffiziere und Mannschaften für mindestens 15-jährige Militärdienstzeit verliehen werden. Das Ordenszeichen ist eine silberne Medaille und zeigt auf der Vorderseite das Bildnis des Stifters bzw. des regierenden Monarchen. Auf der Rückseite stehen die Worte FÜR SECHZEHN JÄHRIGE TREUE DIENSTE. Das Ordensband ist dunkelrot mit dunkelblauen Randstreifen und die Auszeichnung wurde auf der linken Brustseite getragen.